# Ñuble (regio)
Ñuble is sinds september 2018 een van de zestien regio's van Chili en wordt ook wel de zestiende regio genoemd (aangeduid met het Romeinse cijfer XVI), met als hoofdstad Chillán. De regio telt 480.609 inwoners (2017) en grenst aan Maule (noorden), Argentinië (oosten), Biobío (zuiden) en de Grote Oceaan (westen). 

## Bestuurlijke indeling
De regio Ñuble bestaat uit drie provincies die zijn verdeeld in 21 gemeenten.
| Politiek-bestuurlijke indeling van de Ñuble regio | Politiek-bestuurlijke indeling van de Ñuble regio |                 |
| --- | ------------------------------------------------- | --------------- |
| \| Provincie \| Hoofdstad \| Gemeente \| \| --------- \| ---------- \| --------------- \| \| Itata \| Quirihue \| 1 Cobquecura \| \| Itata \| Quirihue \| 2 Coelemu \| \| Itata \| Quirihue \| 3 Ninhue \| \| Itata \| Quirihue \| 4 Portezuelo \| \| Itata \| Quirihue \| 5 Quirihue \| \| Itata \| Quirihue \| 6 Ránquil \| \| Itata \| Quirihue \| 7 Treguaco \| \| Diguillín \| Bulnes \| 8 Bulnes \| \| Diguillín \| Bulnes \| 9 Chillán Viejo \| \| Diguillín \| Bulnes \| 10 Chillán \| \| Diguillín \| Bulnes \| 11 El Carmen \| \| Diguillín \| Bulnes \| 12 Pemuco \| \| Diguillín \| Bulnes \| 13 Pinto \| \| Diguillín \| Bulnes \| 14 Quillón \| \| Diguillín \| Bulnes \| 15 San Ignacio \| \| Diguillín \| Bulnes \| 16 Yungay \| \| Punilla \| San Carlos \| 17 Coihueco \| \| Punilla \| San Carlos \| 18 Ñiquén \| \| Punilla \| San Carlos \| 19 San Carlos \| \| Punilla \| San Carlos \| 20 San Fabián \| \| Punilla \| San Carlos \| 21 San Nicolás \| |                                                   |                 |
| Provincie | Hoofdstad                                         | Gemeente        |
| Itata | Quirihue                                          | 1 Cobquecura    |
| Itata | Quirihue                                          | 2 Coelemu       |
| Itata | Quirihue                                          | 3 Ninhue        |
| Itata | Quirihue                                          | 4 Portezuelo    |
| Itata | Quirihue                                          | 5 Quirihue      |
| Itata | Quirihue                                          | 6 Ránquil       |
| Itata | Quirihue                                          | 7 Treguaco      |
| Diguillín | Bulnes                                            | 8 Bulnes        |
| Diguillín | Bulnes                                            | 9 Chillán Viejo |
| Diguillín | Bulnes                                            | 10 Chillán      |
| Diguillín | Bulnes                                            | 11 El Carmen    |
| Diguillín | Bulnes                                            | 12 Pemuco       |
| Diguillín | Bulnes                                            | 13 Pinto        |
| Diguillín | Bulnes                                            | 14 Quillón      |
| Diguillín | Bulnes                                            | 15 San Ignacio  |
| Diguillín | Bulnes                                            | 16 Yungay       |
| Punilla | San Carlos                                        | 17 Coihueco     |
| Punilla | San Carlos                                        | 18 Ñiquén       |
| Punilla | San Carlos                                        | 19 San Carlos   |
| Punilla | San Carlos                                        | 20 San Fabián   |
| Punilla | San Carlos                                        | 21 San Nicolás  |